# Tom Clancy's H.A.W.X.
Tom Clancy's H.A.W.X. (High Altitude Warfare eXperimental squadron) is een vliegsimulator ontwikkeld door Ubisoft Roemenië en uitgebracht door Ubisoft voor Windows, PlayStation 3 en Xbox 360.
In voorafgaande berichten werd altijd Tom Clancy's Air Combat gebruikt als naam.

## Achtergrond en verhaal
H.A.W.X. speelt zich af in 2015, wanneer meer private militaire groepen en elite huurmannen die een lakse kijk op de wet hebben, de kop opsteken. Wanneer een van deze private militaire groepen de Verenigde Staten van Amerika aanvalt, breekt er een wereldwijd conflict uit.
Het spel speelt zich af binnen hetzelfde universum als Tom Clancy's Ghost Recon: Advanced Warfighter en Tom Clancy's EndWar. In het interview van G4 met de leider van het ontwerp van H.A.W.X., laat hij weten dat het spel zich afspeelt tussen Ghost Recon: Advanced Warfighter 2 en EndWar.

De speler begint als ervaren legerpiloot David Crenshaw en vliegt voor een elite-eenheid van de Amerikaanse luchtmacht, het H.A.W.X. squadron. Als het squadron wordt opgeheven, gaat Crenshaw werken voor een private militaire groep, maar wanneer deze de Verenigde Staten aanvalt, keert hij terug en vecht hij voor zijn vaderland.

## Gameplay
H.A.W.X. maakt gebruik van E.R.S., oftewel Enhanced Reality System. E.R.S. is de basis van de vliegervaring van H.A.W.X. Het systeem waarschuwt de speler wanneer er een raket op hem af stevent, wanneer hij te dicht bij de grond zit, zorgt voor een kaart en dient om bevelen te kunnen geven aan je Squadron.
De speler kan ook vliegen in Assistance Mode, dit vergemakkelijkt het vliegen, maar beperkt zijn mogelijkheden als piloot. De speler kan het systeem altijd aan en uit zetten, zodat hij in een zwaar gevecht zijn volledige kracht kan gebruiken.
H.A.W.X. heeft ook een multiplayer mode ingebouwd, waardoor de speler samen met andere spelers kan vechten, of tegen elkaar in PVPmode. Voor deze multiplayer maakt H.A.W.X. gebruik van een JUMP IN/JUMP OUT functie, zodat hij niet heel de campagne moet spelen om in een bepaald landschap te kunnen spelen.
In H.A.W.X. kan de speler met meer dan 50 bekende vliegtuigen vliegen, waaronder de F-14 Tomcat, F-15 Eagle, F-16 Fighting Falcon, F-22 Raptor, Eurofighter Typhoon, AV-8B Harrier II Plus, Rafale, F-117 Nighthawk, Jaguar en JAS-39 Gripen.

## Vervolg
In september 2010 werd er een vervolgdeel uitgebracht genaamd Tom Clancy's H.A.W.X 2.